# Halte Doetinchem Stadion
Halte Doetinchem Stadion (geografische afkorting Dtcs) was een halte aan de spoorlijn Winterswijk - Zevenaar in Nederland voor bezoekers van voetbalstadion De Vijverberg. De halte, in gebruik genomen in 1992, werd alleen bij speciale gelegenheden (risicowedstrijden) gebruikt. In 2005 is deze halte gesloten. De halte heeft een spoor met perron.
Het station heeft een lange tijd verlaten gelegen, maar is inmiddels gesloopt.

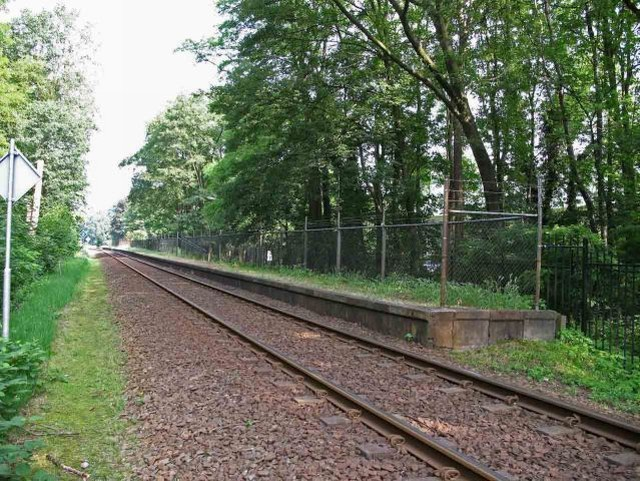
Het verlaten perron in 2007